# لاس أبيخاس

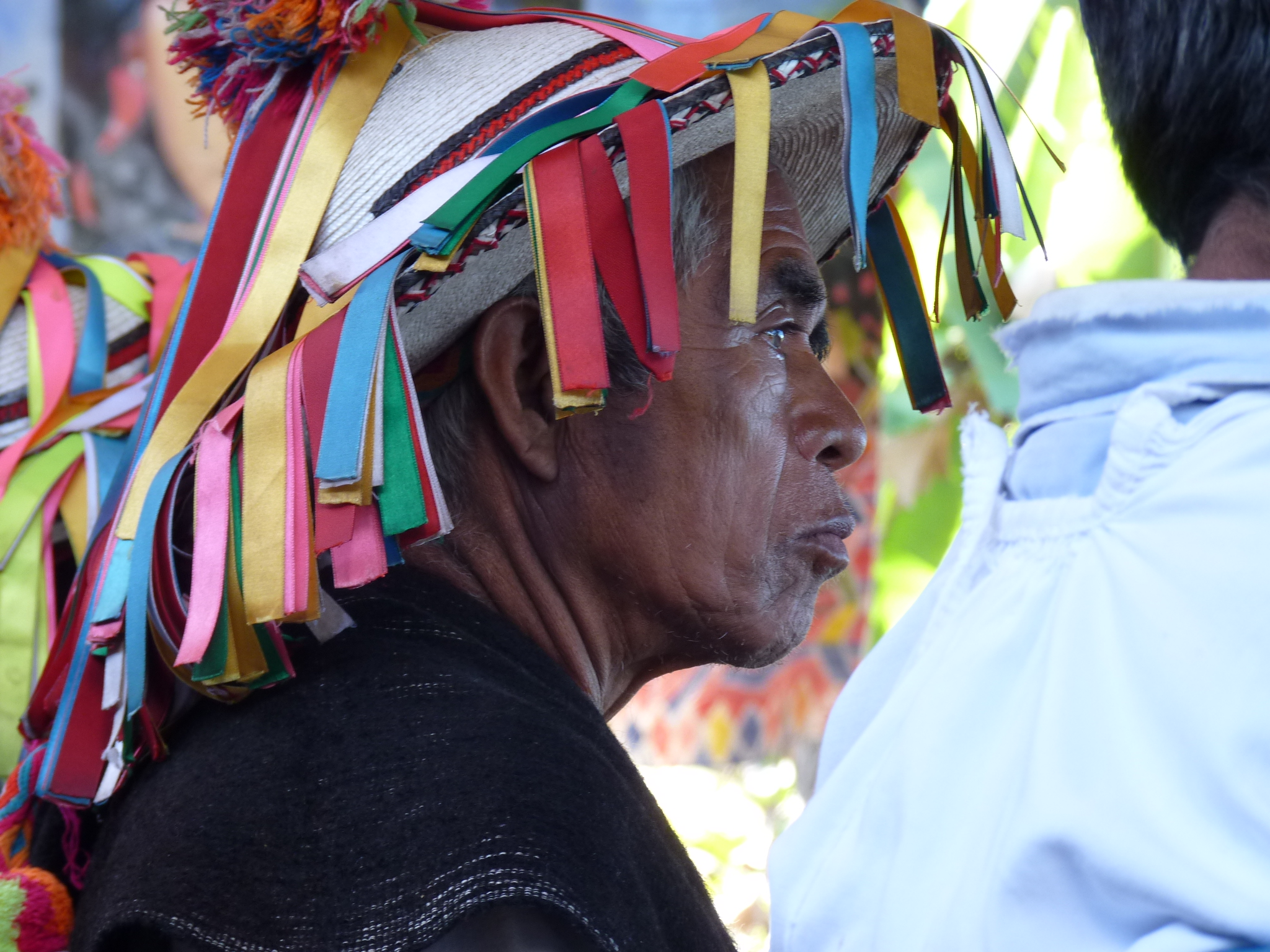

لاس أبيخاس، معناها النحل، هي مجموعة مسيحية سلمية مدنية من تزوتيل مايا، تشكلت في تشاياس تشينالو عام 1992 بعد نزاع على ممتلكات عائلية أسفر عن مقتل شخص واحد. عندما أُخذ أفراد المجتمع المصاب إلى أقرب مدينة للعناية الطبية، اتُهموا بمهاجمته بأنفسهم فسُجنوا. عندما أدرك أفراد الأسرة ما حدث، بدؤوا رحلة حجّ مشيًا على الأقدام إلى سان كريستوبال دي لاس كاساس. على طول الطريق، انضم دعاة السلام المسيحيون في قرى أخرى إلى المجموعة التي كرست نفسها للسلام والعدالة ومعاداة الليبرالية الجديدة. حررت لاس أبيخاس المسجونين ونمت لتصبح مؤسسة.
عندما اندلعت انتفاضة جيش التحرير الوطني في زاباتيستا عام 1994، وقفت لاس أبيخاس متضامنة مع أهدافه ومبادئه مع رفضها لوسائله العنفية. دفعوا ثمنًا باهظًا لدعمهم جيش التحرير الوطني عندما ذُبح 45 من أعضائهم في 22 ديسمبر 1997 أثناء الصلاة في الكنيسة، فيما أصبح يعرف باسم مذبحة أكتيال.

## الأصول

### الجذور
كان الحافز لتشكيل لاس أبيخاس نزاعًا على الأرض وقع عام 1992، لكن جذور المنظمة تعود إلى عمل الكنيسة الكاثوليكية الرومانية التقدمية في تشياباس، خاصة تحت قيادة الأسقف صمويل رويز، الذي كان متأثرًا بلاهوت التحرير وخاصة اجتماع الأساقفة في أمريكا اللاتينية (المؤتمر الأسقفي لأمريكا اللاتينية) في ميدلين، كولومبيا عام 1968. بدأت الكنيسة الكاثوليكية وعمالها الرعويون بقيادة الأسقف رويز في التركيز على الدفاع عن كرامة الفقراء، مع إعطاء حيّز واسع لتشجيع الفلاحين على إيجاد رسالة التحرر من الظلم في الكتاب المقدس. قدم العمال الرعويون لغة حقوق الإنسان وسيلةً للتنديد بما اعتبره كثيرون أنظمة قمعٍ.
بدأت لاس أبيخاس ضمن سياق سياسي فريد. كانت شينالهو، البلدية التي تشكلت فيها لاس أبيخاس، معقلًا للحزب الثوري الدستوري لفترة طويلة، لكن الصعوبات الاقتصادية في سبعينيات القرن العشرين، بصورة أكبر في الثمانينيات، أعطت الفرصة للأحزاب السياسية الأخرى لتتوسع وتزداد قوةً. تشكل خلال هذا الوقت العديد من منظمات الفلاحين، بعضها كان متحالفًا مع أحزاب سياسية معينة.

### الصراع على الأراضي
برزت أبيخاس في هذا السياق كردٍ على نزاع وقع على قطعة أرض مساحتها 120 هكتارًا في تسانهيم-بولوم، بالقرب من بلدة تساخال شين في بلدية تشينالهو، تشياباس. وفقا للباحثة كريستين كوفيتش، إن المالك الأصلي للعقار غير واضح. يقول البعض إن الأرض كانت مملوكة ومزروعة بشكل مشترك، بينما يقول آخرون إنها كانت ملكية خاصة يشترك في رعايتها ثلاثة أبناء للمالك السابق هم كاتارينا وأغوستين وماريا هيرنانديز لوبيز. لم تكن الإدارة الحكومية للإصلاح الزراعي ذات فائدة في حل النزاع على الرغم من الطلبات المقدمة من كلا جانبي الخلاف، وفقًا لكوفيتش.
نشأ الخلاف، جزئيًا على الأقل، لأن أغوستين هيرنانديز لوبيز لم يرغب بمشاركة الأرض الموروثة مع شقيقتيه. كان هناك أيضًا عامل سياسي للخلاف، إذ كان أغوستين ينتمي إلى الحزب الثوري الدستوري (وبالتالي كان مدعومًا من قبل حكومة بلدية شنالهو التي يهيمن عليها الحزب الثوري الدستوري)، في حين أن ابن أخته نيكولاس غوتيريز هيرنانديز كان ينتمي إلى حركة تضامن المعلمين والفلاحين التي كانت تابعة للنقابة الوطنية للمعلمين وكانت في نزاع دائم مع الحزب الثوري الدستوري.
نظر مجتمع تسانهيم-بولوم في النزاع وأمر بتقاسم الأشقاء الثلاثة الأرض بالتساوي. لم يوافق أغوستين على قرارهم، بل احتفظ لنفسه بـ 60 هكتارًا، وأعطى 60 الهكتار المتبقية لأنصاره السياسيين في عدد من قرى شينالهو بدلًا من إخوته. انقسم التجمع بين داعين لاستعمال العنف وآخرين رافضين له شكلوا لاس أبيخاس في 9 ديسمبر 1992، كمنظمة مستقلة تحت رعاية جمعية منتجي البن في تساخال-شين.
اختير اسم لاس أبيخاس ومعناه النحل لأننا «مثل النحل نريد بناء منازلنا معًا، العمل الجماعي والاستمتاع بثمار عملنا. نرغب في إنتاج «العسل» لكننا نرغب أيضًا مشاركته مع أي شخص يحتاج إليه... نحن نعرف أن، مثل النحل الصغير، عملنا بطيء، لكن النتيجة مؤكدة لأنها بجهد جماعي». يشير أحد أعضاء المنظمة إلى عامل سياسي في اختيار الاسم: «النحلة حشرة صغيرة جدًا قادرة على تحريك بقرة نائمة عند وخزها. كفاحنا يشبه النحل الذي يلسع، هذه هي مقاومتنا، لكنها غير عنيفة».

## الالتزامات الدينية
لاس أبيخاس منظمة مسيحية يعتبر الإيمان أساسيًا لهويتها التنظيمية. يشرح أحد أعضاء المنظمة أصل اسمها قائلًا إن «النحلة لها ملكة... والملكة تدل على ملكوت الله... الملكة أو الله لا تريد الظلم ولا العنف ولا السجن بل الحرية لجميع البشر».

### المسكونية
مع أن معظم أعضاء لاس أبيخاس يعرّفون عن أنفسهم على أنهم من الروم الكاثوليك، لكن العديد منهم كانوا ينتمون لطوائف دينية مسيحية مختلفة. كان هذا الاختلاف والتنوع محددًا للهوية الدينية للاس أبيخاس.

### الالتزام بالصوم والصلاة والكتاب المقدس
تلتزم لاس أبيخاس بالصلاة وتتخذ قراراتها عمومًا بعد الكثير من الصلاة والصيام. على سبيل المثال عندما زار بابلو رومو، وهو قس كاثوليكي يعمل في مركز فراي بارتولوم دي لاس كاساس لحقوق الإنسان، لاس أبيخاس بعد فترة وجيزة من الاعتقالات غير القانونية التي حدثت عام 1992، سأل عن كيفية تقديم المساعدة، متوقعًا استخدام لقبه للمساعدة في كتابة خطاب أو إبلاغ المنظمات الدولية لحقوق الإنسان عن الوضع، ففاجأه رد لاس أبيخاس عندما قالوا له: «نريد أن نصلي، ونريدك أن تصلي معنا». بالنسبة للاس أبيخاس، فالصلوات العامة والصيام والمسيرات هي «وسائل غير عنيفة للبحث عن التغيير الاجتماعي».

## الارتباطات السياسية
ركزت لاس أبيخاس منذ تأسيسها على إدانة الأنشطة الحكومية الظالمة، والمطالبة بالعدالة، وحقوق الإنسان للسكان الأصليين. على هذا الأساس شاركت بالسياسة.

### الإيديولوجية
تعارض الإيديولوجية السياسية في لاس أبيخاس المرتبطة بهويتها الدينية، الليبرالية الجديدة التي يعتقدون أنها تبقيهم مضطهدين اقتصاديًا، وتعارض العسكرة فتميزت مقاومتها باللاعنف، وهذا هو الاختلاف بينها وبين باقي المنظمات.
ركز الكثير من أنشطة الدعوة التي أقامتها لاس أبيخاس على حقهم في مواصلة أعمالهم الزراعية التي يشعرون أنها مهددة بالسياسات الوطنية واتفاقات التجارة الدولية. الأرض هي جوهر هوية أعضاء لاس أبيخاس. قال أحد أعضاء لاس أبيخاس للباحث ماريو تافانتي: «الأرض هي حياتنا وحريتنا». ترتبط الأرض ارتباطًا وثيقًا في أذهانهم بكرامتهم كشعوب أصلية.

## مجزرة أكتيال

### الأحداث التي قادت للمجزرة
بعد إعلان ثورة زاباتيستا في 1 يناير من عام 1994، فرض الجيش المكسيكي وجودًا قويًا في جميع أنحاء المنطقة «لتحييد جيش زاباتيستا للتحرر الوطني وتدميره إن أمكن». بعد ذلك بفترة قصيرة، ظهرت مجموعات شبه عسكرية معادية للتمرد لا سيما في ولاية تشياباس الشمالية وفي المرتفعات في تشياباس، والتي كانت عادة موالية للحزب الثوري الدستوري.
اشتد التوتر بين الزاباتيستا ومناصري الحزب الثوري الدستوري في أكتيال عام 1996، عندما سيطر الزاباتيستا على منجم رملي كانت تستفيد منه منظمة للفلاحين تابعة للحزب الثوري الدستوري. تصاعد التوتر بين الجانبين -و لاس أبيخاس عالقة بينهما- فوقعت سلسلة من الكمائن وانتشر القتل.

### 22 ديسمبر 1984
لفتت لاس أبيخاس الانتباه الدولي عندما قتلت جماعة شبه عسكرية، في 22 ديسمبر 1997، 45 من أعضائها كانوا يصلون في كنيسة صغيرة في أكتيال. في ذلك الصباح، كما جرت العادة، ذهب العديد من أعضاء لاس أبيخاس إلى الكنيسة الصغيرة الخشبية ذات الأرضية الترابية في نحو الساعة 6:00 صباحًا للصلاة والترتيل والتنظيم والنقاش. وكان العديد منهم يشاركون في الصوم من أجل السلام وقد جاؤوا إلى الكنيسة لكسر الصيام. صلّوا حتى نحو الساعة 10:30 صباحًا، عندها سمعوا العيارات النارية.
بحسب شهود عيان، كان المهاجمون ينتمون للحزب الثوري الدستوري.